# MUSIC FOR THE PEOPLE
「MUSIC FOR THE PEOPLE」（ミュージック・フォー・ザ・ピープル）は、V6の1枚目デビューシングル。1995年11月1日にavex traxから発売された。

## 解説
- この年以降、フジテレビ・バレーボールワールドカップのイメージソングはジャニーズ系アイドルグループが担当するようになり、2019年の大会まで継続した。
- 初回特典に「V6 オリジナルメモ」封入。
- 後に#1の作曲を務めたユーロビートミュージシャンのデイブ・ロジャースがセルフカバーし、コンピレーションアルバム『SUPER EUROBEATVOL.65』に収録された。
- 1stオリジナルアルバム『SINCE 1995 〜 FOREVER』・1stベストアルバム『Very best』・3rdベストアルバム『SUPER Very best』に収録されているのはリミックス等されたアルバムバージョンで収録されている為、オリジナルバージョンはこのシングルでしか聞く事が出来ない（「Theme of Coming Century」は『Very6 BEST』初回盤B、あなたの名前入りスペシャル盤にてシングルバージョン初収録）。
- 2022年4月17日時点の累計売上枚数は約52.8万枚（オリコン調べ）であり、V6のシングルでは『愛なんだ』に次いで2番目に売上が多い[1]。

## 収録曲
1. MUSIC FOR THE PEOPLE [4:32]
作詞：秋元康
作曲：Giancarlo Pasquini・Sandro Oliva・Alberto Contini・Jennifer Batten
編曲：木村貴志
  - フジテレビ系『バレーボールワールドカップ1995』イメージソング
  - フジテレビ系『第26回春の高校バレー』イメージソング
  - V6主演 フジテレビ系ドラマ『Vの炎』オープニングテーマ

PVで使用されている音源と、CDに収録された音源はやや異なる。
2. Theme of Coming Century [6:25] - Coming Century
作詞：JOHNNY.K
作曲：Andrea Leonardi
編曲：星野靖彦
  - D-ESSEX「Tokyo Tokyo」のカバー
  - 長野博主演 ANB系ドラマ『ハンサムマン』主題歌
3. MUSIC FOR THE PEOPLE（カラオケ）
4. Theme of Coming Century（カラオケ）

## 収録アルバム
- 『SINCE 1995 〜 FOREVER』（#1, 2）
  - 両曲ともアルバム・バージョンを収録（#2はメドレーの1曲として収録）。
- 『PLAYZONE'96 RHYTHM』（#1）
- 『avex 10th Anniversary Presents 十年百曲〜J-POP HIT』（#1）
- 『"HAPPY" Coming Century, 20th Century Forever』（初回限定盤）（#1）
  - メドレーの1曲として収録。
- 『Very best』（#1, 2）
  - #1は別アルバム・バージョン
  - #2はアルバム・バージョンを収録。
- 『Best of Coming Century 〜Together〜』（#2）
  - アルバム・バージョンを収録。
- 『SUPER Very best』（#1）
  - 別アルバム・バージョンを収録。
- 『Very6 BEST』（#1, 2）
  - #1は別アルバム・バージョン
  - #2は初回盤B、あなたのお名前入りスペシャルBOX盤にシングル・バージョンを収録。

## 映像作品
- LIVE FOR THE PEOPLE（#1, 2）
- Film V6 -CLIPS and more-（#1）
- SKY（#2）
- SPACE -from V6 Live Tour'98-（#1）
- VERY HAPPY!!!（#1, 2）
- 「Hatachi」deデビューGiants Hits Concert with all ジャニーズJr.（#1）
- LOVE&LIFE 〜V6 SUMMER SPECIAL DREAM LIVE 2003〜（#1）
- Very best LIVE -1995〜2004-（#1）
- 10th Anniversary CONCERT TOUR 2005 "musicmind"（#1）
- V6 LIVE TOUR 2007 Voyager -僕と僕らのあしたへ-（#1）
- 20th Century LIVE TOUR 2008 オレじゃなきゃ、キミじゃなきゃ（#2）
- V6 LIVE TOUR 2008 VIBES（#1）
- 20th Century LIVE TOUR 2009 HONEY HONEY HONEY/We are Coming Century Boys LIVE Tour 2009（#2）
- V6 ASIA TOUR 2010 in JAPAN READY?（#1）
- V6 LIVE TOUR 2015 -SINCE 1995〜FOREVER-（#1）
- The ONES （初回生産限定盤B #1）
- LIVE TOUR 2017 The ONES（#1）
- LIVE TOUR V6 groove（#1）